# Christian Tiboni
Christian Tiboni (* 6. April 1988 in Desenzano del Garda) ist ein italienischer Fußballspieler. Er spielt seit Anfang 2019 bei Pol. FC Lavello.

## Karriere
Tiboni begann seine Karriere in den Jugendmannschaften von Atalanta Bergamo und Udinese Calcio. 2006 wurde er in die erste Mannschaft von Atalanta geholt und gleich darauf an Udinese verkauft. 2007 wechselte er zu Pisa Calcio, wo er kein Spiel absolvierte. Nach einem weiteren Zwischenstopp 2008 bei der US Sassuolo Calcio kehrte er nach Bergamo zurück. Danach wurde er von Atalanta an Hellas Verona, Ascoli Calcio und zuletzt nach Bulgarien zu ZSKA Sofia verliehen. Sein Debüt auf europäischer Klubebene gab Tiboni am 26. August 2010 im Play-off zur UEFA Europa League gegen den Vertreter aus Wales The New Saints FC. Er erzielte beim Spiel in Wrexham den 2:2-Endstand. Am 31. Januar 2011 wechselte Tiboni – wieder auf Leihbasis – zu Hellas Verona. Ein Wechsel, den er selbst herbeigesehnt hat. In Verona kam er in der Rückrunde 2010/11 zu drei Kurzeinsätzen. Er kehrte im Sommer 2011 nach Bergamo zurück, das ihn nunmehr an die US Foggia auslieh. Dort kam er in der Serie C zwölfmal zum Einsatz und gehörte vorübergehend zum Stamm der Mannschaft. Anfang 2012 wurde er bis Saisonende an die AC Monza Brianza ausgeliehen. Hier gehörte er mit elf Spielen ebenfalls zum Stammpersonal.
Im Sommer 2012 verließ Tiboni Bergamo und wechselte zur AC Prato in die dritte italienische Liga. Hier war er in der Spielzeit 2012/13 fester Bestandteil der Mannschaft, die sich in der Relegation den Klassenverbleib sichern konnte. Im Januar 2014 schloss er sich der US Pergolettese 1932 an. Im Sommer 2014 ging Tiboni zu Calcio Padova in die Serie D. Nach vier Einsätzen verließ er den Klub Ende 2014 zu Piacenza Calcio 1919. Er verpasste mit seiner Mannschaft am Ende der Saison 2014/15 in den Play-offs den Aufstieg. Im Sommer 2015 wechselte er zu Urbs Sportiva Reggina 1914, ebenfalls Serie D. Erneut konnte er mit seinem Team in den Play-offs nicht den Aufstieg erreichen. Im Sommer 2016 heuerte er bei Ligakonkurrent US Agropoli 1921 an. Mit seiner neuen Mannschaft musste er am Ende der Spielzeit 2016/17 absteigen. Er wechselte innerhalb der Serie D zur AC Palazzolo. Dort war er zunächst Stammspieler und fand sich im November 2017 schließlich auf der Ersatzbank wieder. Er verließ den Klub Ende 2017 zu San Nicolò Teramo.
Im Sommer 2018 wechselte Tiboni in den italienischen Amateurfußball.

### Nationalmannschaft
Tiboni war für die italienischen U-16, U-17, U-18, U-19 und U-20-Auswahl aktiv, für die er insgesamt 18 Partien absolvierte und sechs Treffer erzielte.